# Польське психіатричне товариство
Польське психіатричне товариство (пол. Polskie Towarzystwo Psychiatryczne) — польське наукове товариство, засноване в 1920 році. Першим головою Товариства був польський психіатр, невролог, політик Вітольд Ходзько (1920—1923; 1928—1930).

## Опис діяльності
Відповідно до Статуту, метою створення та діяльності даного Товариства є:
- розвиток польської психіатрії;
- вдосконалення психіатричної допомоги;
- поширення принципів професійної етики та контроль за їх дотриманням[2].

### Види роботи
Для досягнення статутних цілей Товариство:
- поширює досягнення наук, пов'язаних з психіатрією, серед психіатрів та інших лікарів і фахівців;
- надає допомогу в підвищенні кваліфікації медичних працівників та співпрацює з начальними закладами щодо їхньої подальшої (зокрема, післядипломної) освіти;
- заохочує і направляє членів своєї організації для виконання наукової та громадської діяльності;
- організовує та співпрацює з профільними організаціями щодо тпроведення національних і міжнародних з'їздів, конференцій, нарад, курсів, виставок, презентацій;
- публікує та редагує медичні наукові журнали та публікації;
- оголошує конкурси на розробку окремих напрямків в області психіатрії та присуджує премії за наукову роботу;
- співпрацює з органами охорони здоров'я щодо розвитку і вдосконалення психіатричної допомоги;
- співпрацює з профільними установами освіти і професійної підготовки щодо розробки програм та методів навчання;
- співпрацює з іншими вітчизняними та зарубіжними науковими і громадськими об'єднаннями[2].

### Склад
До складу Товариства входять 15 регіональних філій і 13 наукових секцій.

### Видавнича діяльність
Товариство видає профільну наукову літературу, в тому числі наукові журнали «Psychiatria Polska» і «Psychoterapia».

### Міжнародна співпраця
Товариство співпрацює з міжнародними профільними науковими організаціями, є членом Всесвітньої психіатричної асоціації (англ. World Psychiatric Association).

### Сьогодення
Головою Товариства є доктор наук, професор Єжи Самоховець.
Актуальна інформація про діяльність Товариства публікується на сайті www.psychiatria.org.pl.